# O Segredo do Rio
O Segredo do Rio é um livro português de Miguel Sousa Tavares, com ilustrações de Fernanda Fragateiro, publicado em 1997 e destinado ao público infantil.
Conta a história de uma amizade entre uma carpa e um jovem camponêse que mais  tarde eles tornam-se melhores amigos
.
O livro é dedicado ao seu filho mais novo, Martim, que queria saber porque é que as estrelas não caem do céu.
o Marfim sempre teve uma imaginação muito criativa. Este livro ajudou-o a imaginar que irá ter uma aventura pela frente....